# 이스트 웨스트 항공 (오스트레일리아)
이스트 웨스트 항공(영어: East-West Airlines)은 과거 오스트레일리아에 존재했던 지역 항공사이다. 1947년 뉴사우스웨일스주 탬워스에 설립된 이래 오스트레일리아의 여러 주도를 연결하는 항공 노선을 운행했다. 또한 탬워스에서 자체 중정비를 실시하여 여행 센터 네트워크도 운행했다. 1980년대에는 오스트레일리아에서 3번째로 큰 국내 항공사가 되었다.
1982년에는 앤셋 오스트레일리아가 이스트 웨스트 항공을 인수했으며 1987년 7월에는 퍼스에 본사를 둔 자동차 판매 업체인 페런 그룹(Perron Group)이 이스트 웨스트 항공을 매각했다. 이스트 웨스트 항공의 항공 노선은 1993년에 중단될 때까지 운항되었다.